# گیوم لیکو
گیوم لیکو (انگلیسی: Guillaume Lekeu; ۲۰ ژانویهٔ ۱۸۷۰ – ۲۱ ژانویهٔ ۱۸۹۴) آهنگساز اهل بلژیک بود.